# Piotr Bułach
Piotr Fiodorowicz Bułach (ros. Пётр Фёдорович Булах, ur. w czerwcu 1898 w Żurawlowce w guberni charkowskiej, zm. 28 lipca 1940) – funkcjonariusz radzieckich służb specjalnych, major bezpieczeństwa państwowego.

## Życiorys
Po ukończeniu szkoły pracował w aptece w Charkowie, od lutego do listopada 1917 służył w rosyjskiej armii, od grudnia 1917 do kwietnia 1918 członek Czerwonej Gwardii w Charkowie. Od czerwca 1918 maszynista w sądzie okręgowym w Charkowie, od grudnia 1918 żołnierz Armii Czerwonej, od czerwca 1920 do października 1921 komisarz wojskowy, od września 1919 do października 1921 członek RKP(b), od lipca 1931 w WKP(b). Od października 1921 funkcjonariusz Czeki, od lipca 1923 do grudnia 1926 pełnomocnik Wydziału Specjalnego Pełnomocnego Przedstawicielstwa OGPU na Południowym Wschodzie/w Kraju Północnokaukaskim, od grudnia 1926 go 31 marca 1931 zastępca szefa Wydziału Specjalnego OGPU Północnokaukaskiego Okręgu Wojskowego, od 31 marca 1931 do lutego 1932 zastępca szefa Wydziału Specjalnego PP OGPU Kraju Północnokaukaskiego. Od 5 do 19 stycznia 1934 szef Wydziału Specjalnego PP OGPU Kraju Azowsko-Czarnomorskiego, od 19 stycznia do 10 lipca 1934 szef Wydziału Specjalnego PP OGPU Kraju Północnokaukaskiego, od 13 lipca 1934 do 14 grudnia 1936 szef Wydziału Specjalnego Zarządu Bezpieczeństwa Państwowego (UGB) Zarządu NKWD Kraju Północnokaukaskiego, od 25 grudnia 1935 kapitan bezpieczeństwa państwowego. Od 14 do 25 grudnia 1936 szef Zarządu Kontrwywiadowczego UGB Zarządu NKWD Kraju Północnokaukaskiego, od 25 grudnia 1936 do marca 1937 szef Wydziału 3 UGB Zarządu NKWD Kraju Północnokaukaskiego, od marca do 15 kwietnia 1937 szef Wydziału 3 UGB Zarządu NKWD Kraju Ordżonikidzewskiego (późniejszy Kraj Stawropolski), od 15 kwietnia 1937 do 17 marca 1938 szef Zarządu NKWD Kraju Ordżonikidzewskiego, 21 kwietnia 1937 awansowany na majora bezpieczeństwa państwowego. Odznaczony Orderem Czerwonej Gwiazdy (19 grudnia 1937) i Odznaką "Honorowy Funkcjonariusz Czeki/GPU (XV)" (20 grudnia 1932)
25 kwietnia 1938 aresztowany, 28 lipca 1938 skazany na śmierć przez Kolegium Wojskowe Sądu Najwyższego ZSRR i rozstrzelany.